# Trichonotus blochii
Trichonotus blochii är en fiskart som beskrevs av Castelnau, 1875. Trichonotus blochii ingår i släktet Trichonotus och familjen Trichonotidae. Inga underarter finns listade i Catalogue of Life.